# Ankerzentrum
Ankerzentren sind bestimmte Aufnahmestellen für Asylbewerber in Deutschland. Die Bezeichnung erscheint im Koalitionsvertrag der Großen Koalition von 2018 und steht für „Zentrum für Ankunft, Entscheidung, Rückführung (AnkER)“. In einem Ankerzentrum sollen Flüchtlinge unterkommen, bis sie in Kommunen verteilt oder aber in ihr Herkunftsland abgeschoben werden.
In einem Ankerzentrum sollen verschiedene Behörden zusammenarbeiten, wie ein Jugendamt oder das Bundesamt für Migration und Flüchtlinge (BAMF). Grundsätzlich bestehe eine „Bleibepflicht“. Menschen mit positiven Aussichten auf einen Asylstatus sollen rasch auf die Kommunen verteilt werden, die übrigen im Ankerzentrum bis zur Abschiebung oder freiwilligen Rückkehr bleiben.
Die ersten sieben Ankerzentren entstanden zum 1. August 2018. Es handelt sich um bereits bestehende Einrichtungen in Bayern (in Bamberg, Schweinfurt, Deggendorf, Donauwörth, Zirndorf, Regensburg, Manching), deren Bezeichnung geändert wurde; teilweise trifft dies bereits auch für das Konzept zu. Im August entstanden auch Ankerzentren in Sachsen; später zog auch das Saarland nach. Manche Einrichtungen anderer Bundesländer, etwa in Baden-Württemberg, heißen zum Beispiel „Landesaufnahmestellen“ und werden teils als funktionsgleich mit Ankerzentren betrachtet.

## Koalitionsvertrag

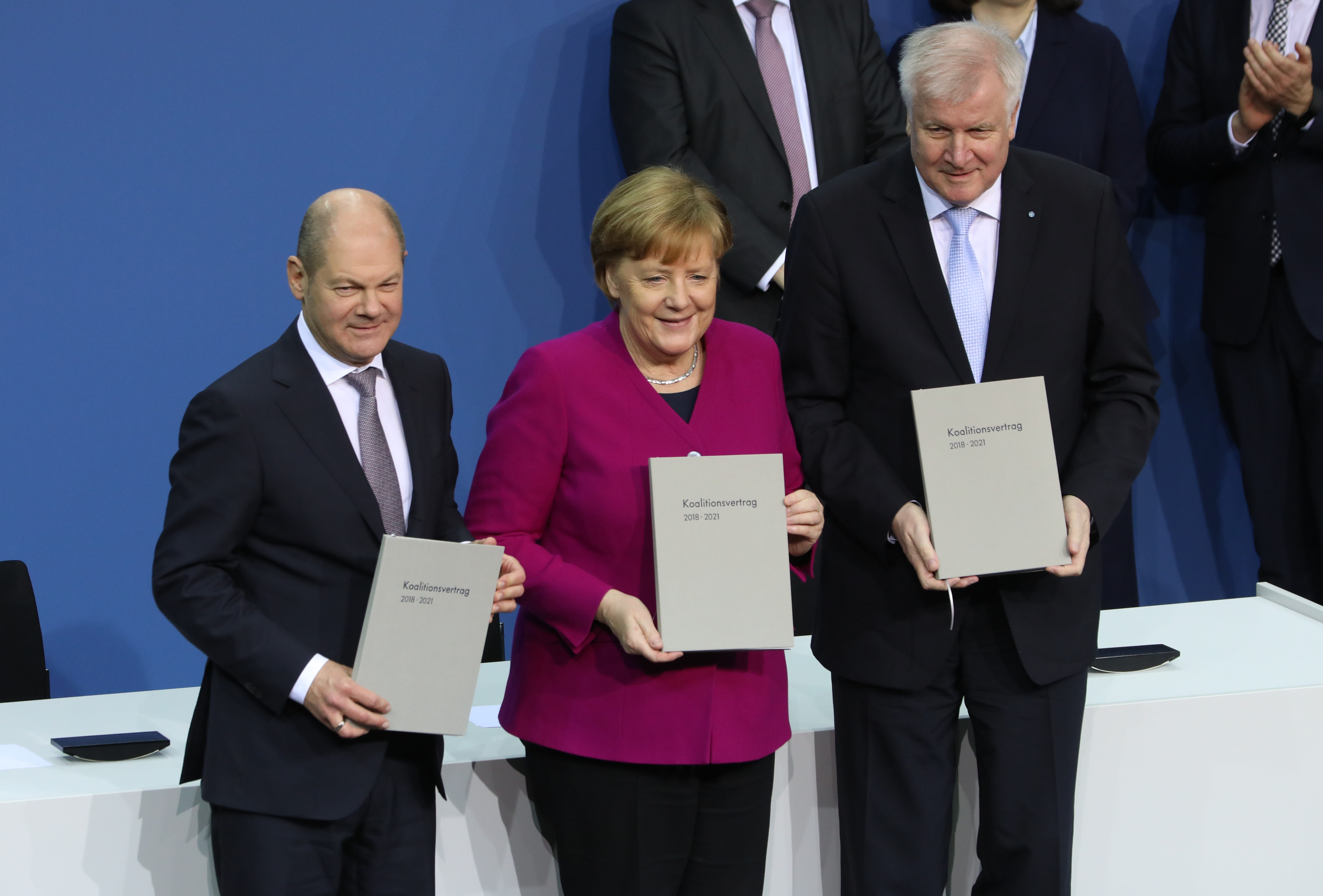
Die Vorsitzenden der drei Koalitionsparteien stellen den Koalitionsvertrag vor, 12. März 2018 in Berlin.

Laut Koalitionsvertrag von CDU/CSU und SPD vom 7. Februar 2018 sollen Asylverfahren schnell, umfassend und rechtssicher bearbeitet werden, und zwar in zentralen Einrichtungen. Die Zuständigkeit und Trägerschaft werde noch zwischen Bund und Ländern vereinbart werden. Der Koalitionsvertrag schreibt die Abkürzung noch als AnKER und schlüsselt sie als Ankunft, kommunale Verteilung, Entscheidung bzw. Rückführung auf.
Die Ziele sollen erreicht werden durch:
- Unterbringung in Gemeinschaftsunterkünften der Asylbewerber
- Zusammenarbeit von Bundesamt für Migration und Flüchtlinge, Bundesagentur für Arbeit, Jugendämter, Justiz, Ausländerbehörden und anderen
- Identifizierung der Ankommenden im Ankerzentrum, die daran mitwirken müssen, bei Ausweitung der Methoden
- Belehrung über Mitwirkungspflichten
- Verbesserung der Arbeit des BAMF
- Änderung von Leistungen, wenn ein Betroffener Schuld daran hat, dass er nicht abgeschoben werden kann
- Höhere Abschiebequoten durch Änderung („praktikabler ausgestalten“) von Abschiebehaft, Ausreisegewahrsam, Beschwerdeverfahren, geringere Voraussetzungen und klarere Bestimmungen
- Algerien, Marokko und Tunesien („sowie weitere Staaten mit einer regelmäßigen Anerkennungsquote unter fünf Prozent“) sollen als sichere Herkunftsstaaten eingestuft werden; Anspruch auf Einzelfallprüfungen bleibt; Abschiebehindernisse sollen verringert werden (etwa in Bezug auf den Aufnahmewillen der Herkunftsländer)
- Behörden erhalten „unkomplizierten Zugriff“ auf das Ausländerzentralregister, das weiter ausgebaut werden soll

Es besteht Residenzpflicht, oft auch „Bleibeverpflichtung“ genannt. Das heißt, dass die Betroffenen das Zentrum zwar jederzeit verlassen dürfen, die zugehörige Stadt bzw. den Landkreis jedoch nur mit Genehmigung.
Ein Betroffener soll „in der Regel“ nicht länger als 18 Monate in Aufnahmeeinrichtung oder Ankerzentrum bleiben; im Falle von Familien mit minderjährigen Kindern sechs Monate. Die Betroffenen werden dann
- in die Obhut einer Jugendbehörde übergeben, wenn die Minderjährigkeit im Ankerzentrum festgestellt worden ist;
- auf die Kommunen verteilt, wenn eine „positive Bleibeperspektive“ besteht;
- oder dazu angehalten, Deutschland zu verlassen.

Die Betroffenen sollen eine unabhängige und flächendeckende Beratung über Asylverfahren erhalten. Sie sollen geschlechter- und kindergerecht untergebracht werden.

## Standortdiskussion
Insgesamt geht Bundesinnenminister Horst Seehofer von bis zu 40 Ankerzentren in ganz Deutschland aus. Mehrere bisherige Aufnahmeeinrichtungen in Bayern oder die geplanten zentralen Landeseinrichtungen in Nordrhein-Westfalen werden als Vorbild für Ankerzentren genannt. Dagegen hatte sich die CSU nicht mit der Idee einer Transitzone oder von Transitzentren durchsetzen können. Dort gelten die Betroffenen als nicht eingereist und können beliebig ausreisen, aber nicht nach Deutschland einreisen. Die SPD hatte dies als „Haftzonen“ kritisiert.
In einer Pilotphase sollen bis zum Herbst 2018 eine Reihe von Ankerzentren eingerichtet werden. Dazu ist die Zusammenarbeit mit den Bundesländern notwendig. Der nordrhein-westfälische Minister für Kinder, Familie, Flüchtlinge und Integration Joachim Stamp verknüpfte ein Ankerzentrum in seinem Bundesland mit der konkreten Ausgestaltung des Konzepts und mit einem Migrationsgipfel. Andere Politiker wie der Mannheimer Oberbürgermeister Peter Kurz haben ein Ankerzentrum an ihrem Ort bereits abgelehnt.
Seehofer hatte behauptet, dass es Interesse aus NRW, Hessen, Bayern und Niedersachsen gebe. Im Mai stellte sich laut Die Zeit allerdings heraus, dass nur Sachsen und Bayern am Pilotprojekt teilnehmen wollen. Die Regierungen von Hessen, NRW und Niedersachsen teilten mit, dass sie sich nicht für eine Teilnahme entschieden haben.
Am 1. August 2018 gingen in Bayern die ersten Ankerzentren in Betrieb, jeweils eines in jedem der sieben Regierungsbezirke. Standorte sind Bamberg (ehemalige Warner Barracks), Deggendorf, Donauwörth (ehemalige Alfred-Delp-Kaserne), Manching, Regensburg, Schweinfurt (ehemalige Ledward Barracks, Conn Barracks) und Zirndorf.

## Bewertung und Kritik
Negativ über den Plan äußerte sich Jörg Radek, der Vorsitzende der Gewerkschaft der Polizei in der Bundespolizei. Seiner Meinung nach handelt es sich um „Lager“, in denen Schutzsuchende kaserniert und von der Bevölkerung isoliert werden würden. Die Betroffenen sollten sich anscheinend nicht wohlfühlen, obwohl sie monatelang dort verbleiben müssten. Das bewirke Aggressivität. Radek zufolge solle man auch nicht die Bundespolizei mit den Ankerzentren beauftragen, da die Unterbringung von Asylsuchenden keine Sache des Bundes sei.
In der Berliner Zeitung kritisierte eine Kommentatorin, der Ausdruck Ankerzentrum sei beschönigend und verschleiernd, da er Beruhigung in stürmischer See verspreche. Zu befürchten seien aber „menschenfeindliche Massenunterkünfte […] hinter Mauern und Stacheldraht“, bewacht von der Bundespolizei. Nicht um Integration, sondern um Ausgrenzung gehe es. Die CSU habe sich mit ihrer Absicht im Koalitionsvertrag durchgesetzt, um keine weiteren Wähler an die AfD zu verlieren.
Vertreter von religiösen Hilfsorganisationen, wie der katholischen Caritas oder der evangelischen Diakonie, lehnen die Zentren ab. Die Asylantragssteller dürften nach Ansicht des Caritas-Präsidenten Peter Neher nicht isoliert werden, das sei der Integration nicht förderlich. Der Diakonie-Präsident Ulrich Lilie wies auf Konfliktpotential hin, das aus der Mischung von abgelehnten Bewerbern, die ihre Abschiebung erwarten, in einer Einrichtung mit solchen Menschen entsteht, die ihren Asylantrag erst noch stellen müssen.
Auch die Flüchtlingsunterstützungsorganisation Pro Asyl steht Ankerzentren sehr kritisch gegenüber. So sagte der Geschäftsführer des Vereins, Günter Burkhardt, gegenüber der „Heilbronner Stimme“ Anfang Mai 2018: „Wer Menschen über viele Monate in Ankerzentren einsperrt, zerstört dadurch jegliche Integrationsperspektive. Nach eineinhalb Jahren der Isolierung wird es enorm schwierig, dass die Menschen in einem normalen Leben Fuß fassen.“
24 Flüchtlings- und Familienverbände, darunter erneut Pro Asyl, wendeten sich in einem offenen Brief gegen Ankerzentren und verwiesen darauf, dass die Zentren kein geeigneter Ort für Kinder und Jugendliche seien. 45 % der Flüchtlinge im Jahr 2017 seien nach Angaben der Verbände Kinder und Jugendliche gewesen.
Auch der Bayerische Flüchtlingsrat spricht sich in einem eigenen Positionspapier klar gegen Ankerzentren aus und betreibt mit Anker-Watch.de ein eigenes Projekt zum „kritischen Monitoring der bayerischen Ankerzentren“.
Der Deutsche Berufsverband für Soziale Arbeit (DBSH) positioniert sich in seiner Erklärung klar gegen die Ankerzentren und verweist auf die Gefahr der Re-Traumatisierung besonders schutzbedürftiger Flüchtlinge. Er sieht durch die „strukturelle Verweigerung von Wohnraum, Spracherwerb und gesellschaftlicher Teilhabe“ sowie durch den fehlenden „Zugang zu dezentraler, unabhängiger Rechtsberatung“ Grund- und Menschenrechte verletzt. Zudem bedeute die Unterbringung von Kindern in solchen Zentren eine Gefährdung des Kindeswohls, da sie in bereits bestehenden Sammelunterkünften nachweislich eine Benachteiligung gegenüber bei ihren eigenen Familien lebenden Kindern in allen Lebensbereichen wie Gesundheit, Bildung, gesellschaftlicher Teilhabe etc. erführen. Grundsätzlich bedeute die „Kasernierung“ eine „massive Stigmatisierung von schutzsuchenden Menschen“. Mit solchen Zentren würde der Rechtspopulismus bestätigt und gestärkt.
Positiv äußerte sich hingegen Robert Seegmüller, Vorsitzender des Bundes Deutscher Verwaltungsrichter. Er verspricht sich davon einen konsequenteren Vollzug des Ausländer- und Asylrechts und das Durchsetzen von Ausreisen. Behörden und Gerichte könnten die Asylbewerber identifizieren, besser kontaktieren und zu Gerichtsverhandlungen bringen. Vom Ankerzentrum aus sei eine direkte Abschiebung möglich.
Im Entwurf des Koalitionsvertrages von SPD, Bündnis 90/Die Grünen und FDP vom 24. November 2021 kündigten die drei Parteien an, das Konzept der AnkER-Zentren nicht weiterverfolgen zu wollen.

## Situation in anderen Staaten
In der Schweiz werden neue Zentren unterschieden in Zentren, in denen Asylsuchende während des Verfahrens bleiben (Bundesasylzentren mit Verfahrensfunktion), Zentren, in denen abgelehnte Bewerber auf ihre Abschiebung warten (Bundesasylzentren mit Verfahrensfunktion) und Zentren zur Unterbringung von Asylsuchenden, die die „öffentliche Sicherheit und Ordnung erheblich gefährden“ oder den Betrieb der normalen Bundesasylzentren durch ihr Verhalten stören. Zugleich mit der Eröffnung dieser neuen Zentren wurde entschieden, dass Asylverfahren mit Wirkung zum 1. März 2019 schneller durchgeführt werden sollen und 60 % der Asylverfahren innerhalb von 140 Tagen abgeschlossen sein sollen.
Zu Österreich siehe: Landessammelquartier.